# Medida espectral
Na matemática, particularmente em análise funcional a Medida espectral é uma função definida em certos subconjuntos de um conjunto fixo no qual todos os valores possíveis são operadores autoadjuntos no espaço de Hilbert.

## Definição
Uma medida espectral num espaço mensurável (X, M), onde M é uma σ-álgebra de subconjuntos de X, é um mapeamento π de M para o conjunto de projeções autoadjuntas num espaço de Hilbert H de forma que
{\displaystyle \pi (X)=\operatorname {id} _{H}\quad }
e para todo ξ, η ∈ H, o conjunto função
{\displaystyle A\mapsto \langle \pi (A)\xi \mid \eta \rangle }
é uma medida complexa em M (que é, uma função de adição sigma de um valor complexo). Nós denotamos tal medida por {\displaystyle \operatorname {S} _{\pi }(\xi ,\eta )}.
Se π é uma medição espectral e
{\displaystyle A\cap B=\emptyset ,}
Então π(A), π(B) são projeções ortogonais. A partir disto obtemos,
{\displaystyle \pi (A)\pi (B)=\pi (A\cap B).}

### Exemplo
Suponha que (X, M, μ) seja uma medida espacial. Deixemos π(A) ser um operador de multiplicação pela função indicadora {\displaystyle 1_{A}} no {\displaystyle L^{2}(X)}. Então π é uma medição espectral.

## Extensões da medição espectral
Se π é uma aditivo na medida espectral em (X, M), então o mapeamento
{\displaystyle \mathbf {1} _{A}\mapsto \pi (A)}
estende de um mapeamento linear num espaço vectorial de funções escalonadas em X. De facto, é facilmente verificável  que este mapeamento é um homomorfismo de anéis. E este mapeamento estende de uma forma canônica para todos valores complexos em X.

### Teorema
Para qualquer M funções limitadas medíveis f em X, existe um único operador linear limitado {\displaystyle T_{\pi }(f)} tal que
{\displaystyle \langle \operatorname {T} _{\pi }(f)\xi \mid \eta \rangle =\int _{X}f(x)d\operatorname {S} _{\pi }(\xi ,\eta )(x)}
para qualquer ξ, η ∈ H.  O mapeamento
{\displaystyle f\mapsto \operatorname {T} _{\pi }(f)}
é um homomorfismo de anéis.

## Estrutura da medição espectral
Primeiro nós daremos um exemplo geral da medida espectral baseada na integral direta.
Suponha que (X, M, μ) seja uma medida espacial e deixemos que {Hx}x ∈ X  sejam uma família de espaços de Hilbert separáveis. Para todo A ∈ M, tomemos π(A) como um operador de multiplicação por {\displaystyle 1_{A}} no espaço de Hilbert.
{\displaystyle \int _{X}^{\oplus }H_{x}\ d\mu (x).}
Então π é uma medição espectral em (X, M).
Suponha que π, ρ são medições espectrais em (X, M) com valores as projeções de H, K. π,  ρ são unitariamente equivalentes se e somente se existe um operador unitário {\displaystyle U:H\rightarrow K} tal que
{\displaystyle \pi (A)=U^{*}\rho (A)U\quad }
para todo A ∈ M.

## Generalizações
A ideia por trás da medição espectral é generalizada pela medição espectral positiva, onde a necessidade da ortogonalidade implícita pelos operadores de projeção é trocada pela ideia de um conjunto de operadores que é uma partição da unidade não ortogonal. Esta generalização foi motivada pelas aplicações da teoria de informação quântica.

## Leitura recomendada
- Mackey, G. W (1976). The Theory of Unitary Group Representations. [S.l.]: The University of Chicago Press
- Varadarajan, V. S (1970). Geometry of Quantum Theory V2. [S.l.]: Springer Verlag